# Лимос
Лимос или Лимус (др.-греч. Λιμός — «голод») — персонификация голода в древнегреческой религии, богиня. В римской религии ей соответствовала Фамес (лат. Fames).

## Лимос
Впервые её упомянул Гесиод в «Теогонии» (227) как дочь Эриды, сестру ещё 13 человеческих несчастий (Аты, Дисномии, Леты и других). 

## Фамес
Овидий в «Метаморфозах» (VIII, 741-822) описал следующий эпизод: Эрисихтон, сын фессалийского царя, приказал рабам срубить священный дуб богини плодородия Цереры. В ответ она решила наказать его с помощью Фамес, своей противоположности, с которой «волею судеб сойтись не могла», и послала за ней ореаду. Та нашла Фамес в холодной и мрачной пустоши на окраине Скифии. Была она крайне истощённого вида, ногтями и зубами рвала «скудные травы». Передав весть от богини, ореада спешно ретировалась, почувствовав голод. Фамес, вопреки обычной враждебности к делам Цереры, решила исполнить её волю и ночью перенеслась ветром в спальню Эрисихтона, в него «вдохнула себя», разлившись по жилам, неутолимый голод наслав. После этого возвратилась в свои пустоши и пещеры. Эрисихтон в конце концов загрыз сам себя.
Вместе с некоторыми сёстрами её упоминали: Вергилий в «Энеиде» (VI, 276), стоящей у входа в Орк, Сенека Младший в трагедии «Геркулес в безумье» (686) — в том же месте на берегу Коцита «с пастью провалившейся».